# 河合映治
河合 映司（かわい えいじ、1967年9月7日 - ）は、日本の実業家。株式会社セリアの第2代代表取締役社長。セリア創業者の河合宏光は叔父。

## 略歴
1990年に同志社大学経済学部を卒業後、1990年4月に、 株式会社大垣共立銀行に入行。2000年10月同銀行審査部調査役に就任。2003年5月 株式会社セリアに入社。2003年6月､同社の常務取締役に就任。2005年3月､経営企画室長に就任。2014年6月､代表取締役社長就任し、現職。
2015年8月に株式会社ヒロコーポレーションの代表取締役社長に就任し、現職。